# Master of Reality
Pour l’article homonyme, voir Masters of Reality.
Albums de Black Sabbath
Paranoid
(1970) Vol. 4
(1972)
Singles
1. "Sweet Leaf"
Sortie : 21 juillet 1971
2. "After Forever"
Sortie : 1971
3. "Children of the Grave"
Sortie : 1971

Master of Reality est le troisième album studio du groupe de Heavy metal traditionnel britannique Black Sabbath.
Sorti le 21 juillet 1971 sur le label Vertigo Records (Warner Bros. Records aux États-Unis), ce disque est considéré comme un classique du genre.

## Historique
Master of Reality fut enregistré entre janvier et mai 1971 aux Island Studios à Londres et produit, comme les deux premiers albums, par Rodger Bain dont cela sera la dernière collaboration avec le groupe.
Cet album représente une nouvelle étape dans l'œuvre de Black Sabbath, et par conséquent dans l'évolution du heavy metal. Le groupe était dans une logique de tournées à répétition et avait peu de temps à consacrer pour un album. Cependant, les quatre musiciens sont parvenus à marquer une nouvelle évolution stylistique par rapport à leur précédent album, Paranoid.
Ce qui est flagrant, à l'écoute de l'album, c'est la lourdeur du son des guitares et de la basse. En effet, Tony Iommi, amputé des phalanges de deux doigts, a eu l'idée de détendre l'accordage de ses cordes pour avoir moins de difficultés à jouer. Ce faisant, il s'est rendu compte que le son était beaucoup plus lourd et malsain. Le bassiste Geezer Butler l'a rejoint dans cette voie. Les guitares sont désormais accordées en Do dièse au lieu du Mi habituel.
Cette innovation est sans doute la plus importante du heavy metal, avec l'intégration du riff comme base de la composition. En effet, la puissance menaçante des guitares au son plus grave va inspirer des générations de musiciens. Ainsi, l'influence de cette trouvaille va se retrouver dans le metal extrême et dans le nu metal.
La musique est donc particulièrement pesante. Au niveau des textes, on s'aperçoit que ceux-ci sont disparates, abordant des sujets très différents. La première pièce, "Sweet Leaf", parle du cannabis ; "Children of the Grave" parle des révoltes de la jeune génération ; "Solitude" est une ballade planante sur l'isolement. "Into the Void" est une pièce majestueuse et puissante basée sur une histoire de science-fiction. Deux autres pièces traitent du même thème : "After Forever" et "Lord of this World" parlent de Dieu et de son rapport aux hommes.
Deux courts instrumentaux servent d'interlude : "Embryo", sorte de gigue médiévale entre Iommi et Butler qui jouent leur instrument respectif avec un archet, et "Orchid", ballade classique et méditative de Tony à la guitare classique. 
Cet album se classa à la 5e place des charts britanniques, à la 8e place du Billboard 200 aux États-Unis et à la 5e place en Allemagne.

## Liste des titres
Toutes les chansons ont été écrites par Tony Iommi, Bill Ward, Geezer Butler et Ozzy Osbourne, excepté "After Forever", "Embryo" et "Orchid" par Tony Iommi. Tous les textes sont de Geezer Butler.

### Album original

#### Face 1
1. Sweet Leaf - 5 min 06 s
2. After Forever - 5 min 07 s
3. Embryo (instrumental) - 28 s
4. Children of the Grave - 5 min 16 s

#### Face 2
1. Orchid (instrumental) - 1 min 31 s
2. Lord of this World - 5 min 26 s
3. Solitude  - 5 min 02 s
4. Into the Void - 6 min 11 s

### Version américaine originale

#### Face 1
- Sweet Leaf - 5 min 02 s
- After Forever (including The Elegy) - 5 min 25 s
- Embryo - 30 s
- Children of the grave - 4 min 30 s
- The Haunting - 45 s

#### Face 2
- Orchid - 1 min 30 s
- Step up - 30 s
- Lord of this world - 4 min 55 s
- Solitude - 5 min 02 s
- Deathmask - 3 min 08 s
- Into the void - 3 min 08 s

### Réédition 2009
Cette réédition publiée par Sanctuary Records comprend l'album original plus un disque de chansons bonus inédites.

#### Disque 2
1. Weevil Woman 71 - 3 min 00 s
2. Sweet Leaf (studio outtake - alternative lyrics) - 5 min 04 s
3. After Forever (studio outtake - instrumental) - 5 min 20 s
4. Children of the Grave (studio outtake - alternative lyrics) - 4 min 36 s
5. Children of the Grave (studio outtake - instrumental) - 6 min 01 s
6. Orchid (studio outtake - with Tony count-in) - 1 min 40 s
7. Lord of This World (studio outtake - with piano & slide guitar) - 5 min 38 s
8. Solitude (studio outtake - with alternative guitar tuning) - 3 min 45 s
9. Into the Void (studio outtake - alternative version) - 6 min 24 s

## Composition du groupe
- Ozzy Osbourne : chant.
- Tony Iommi : guitare électrique, guitare acoustique sur Orchid, flûte et piano sur Solitude, synthétiseur sur After Forever et Children of the Grave, toux sur Sweet Leaf.
- Geezer Butler : basse.
- Bill Ward : batterie, percussion sur Children of the Grave, grelots sur Solitude.

## Charts & certifications
| Pays                                  | Durée du classement | Meilleur classement |
| ------------------------------------- | ------------------- | ------------------- |
| Allemagne                             | 5 semaines          | 5e                  |
| Australie                             | 15 semaines         | 8e                  |
| Canada                                | 29 semaines         | 6 e                 |
| États-Unis                            | 43 semaines         | 8e                  |
| Italie                                | -                   | 8e                  |
| Norvège                               | 8 semaines          | 12e                 |
| Pays-Bas                              | 1 semaine           | 10e                 |
| Royaume-Uni (UK Albums Chart)         | 14 semaines         | 5e                  |
| Royaume-Uni (UK Rock and Metal Chart) | 6 semaines          | 1er                 |

| Pays        | Ventes      | Certification | Date       |
| ----------- | ----------- | ------------- | ---------- |
| Canada      | 100 000 +   | Platine       | 01/09/1977 |
| États-Unis  | 500 000     | Or            | 27/09/1971 |
| États-Unis  | 1 000 000   | Platine       | 13/10/1986 |
| États-Unis  | 2 000 000 + | 2 × Platine   | 26/07/2001 |
| Royaume-Uni | 100 000 +   | Or            | 17/06/2016 |

## Anecdote
On entend un étrange bruit au début de la première chanson, ressemblant à un toussotement diffusé en stéréo avec un effet tournoyant. Il s'agit du guitariste, Tony Iommi, enregistré en train de tousser après avoir tiré une bouffée d'un joint de cannabis (d'où le titre Sweet Leaf, "douce feuille").